# Чорнокінецько-Волянська сільська рада
Чорнокіне́цько-Воля́нська сільська рада — колишня адміністративно-територіальна одиниця і орган місцевого самоврядування в Чортківському районі Тернопільської області. Адміністративний центр — с. Чорнокінецька Воля.

## Загальні відомості
- Територія ради: 8,753 км²
- Населення ради: 542 особи (станом на 2001 рік)
- Територією ради протікає річка Нічлава

## Населені пункти
Сільській раді були підпорядковані населені пункти:
- с. Чорнокінецька Воля

## Історія
Сільська рада утворена у жовтні 1939 року.
У березні 1944 році сільська рада відновлена.
29 липня 2015 року увійшла до складу Колиндянської сільської громади.

## Географія
Чорнокінецько—Волянська сільська рада межувала з Великочорнокінецькою сільською радою — Чортківського району, та Лосячською і Бурдяківською сільськими радами — Борщівського району.

## Сільська рада

### Керівний склад попередніх скликань

#### Голови ради
| Прізвище, ім'я, по батькові      | Основні відомості                                                 | Дата обрання | Дата звільнення |
| -------------------------------- | ----------------------------------------------------------------- | ------------ | --------------- |
| Клим Мілинтина Володимирівна     | Сільський голова                                                  | 1990         | 1994            |
| Козловський Степан Володимирович | Сільський голова                                                  | 1994         | 1998            |
| Козловський Степан Володимирович | Сільський голова                                                  | 1998         | 2002            |
| Козловський Степан Володимирович | Сільський голова                                                  | 2002         | 2006            |
| Клапків Роман Петрович           | Сільський голова, 1964 року народження, освіта вища, безпартійний | 26.03.2006   | 31.10.2010      |
| Клапків Роман Петрович           | Сільський голова, 1964 року народження, освіта вища, безпартійний | 31.10.2010   | 29.07.2015      |

Примітка: таблиця складена за даними сайту Верховної Ради України

#### Секретарі ради
| Прізвище, ім'я, по батькові | Основні відомості | Дата обрання | Дата звільнення |
| --------------------------- | ----------------- | ------------ | --------------- |
| Довбенко Ярослава Іванівна  | Секретар          | 1990         | 1994            |
| Довбенко Ярослава Іванівна  | Секретар          | 1994         | 1998            |
| Довбенко Ярослава Іванівна  | Секретар          | 1998         | 2002            |
| Клапків Надія Ярославівна   | Секретар          | 2002         | 2006            |
| Клапків Надія Ярославівна   | Секретар          | 2006         | 2010            |
| Клапків Надія Ярославівна   | Секретар          | 2010         | 2015            |

### Депутати

#### VI скликання
За результатами місцевих виборів 2010 року депутатами ради стали:
1. Коваль Оксана Володимирівна
2. Ткач Ігор Степанович
3. Галушка Тарас Петрович
4. Кука Петро Миколайович
5. Каськів Богдан Петрович
6. Клапків Надія Ярославівна
7. Клапків Іван Михайлович
8. Гордій Ігор Михайлович
9. Каськів Ігор Богданович
10. Ковків Іван Григорович
11. Жмерик Оксана Романівна
12. Клапків Галина Миколаївна

#### V скликання
За результатами місцевих виборів 2006 року депутатами ради стали:
1. Коваль Оксана Володимирівна
2. Галушка Ганна Григорівна
3. Галушка Тарас Петрович
4. Вовк Іван Миколайович
5. Ткач Галина Петрівна
6. Каськів Ігор Богданович
7. Клапків Надія Ярославівна
8. Сеньків Віталій Михайлович
9. Патуляк Василь Михайлович
10. Куций Степан Іванович
11. Галушка Олег Петрович
12. Гордій Ігор Михайлович
13. Тимків Василь Іванович
14. Адамович Іван Васильович
15. Коваль Галина Ярославівна

#### IV скликання
За результатами місцевих виборів 2002 року депутатами ради стали:
1. Коваль Оксана Володимирівна
2. Кучер Михайло Петрович
3. Огоренко Василь Вікторович
4. Ткач Михайло Степанович
5. Соколовський Ігор Володимирович
6. Тимків Ольга Олексіївна
7. Клапків Надія Ярославівна
8. Коваль Ганна Миколаївна
9. Клапків Михайло Петрович
10. Скочеляс Марія Михайлівна
11. Клапків Людмила Антонівна
12. Гордій Ігор Михайлович
13. Малічевський Роман Ярославович
14. Адамович Іван Васильович
15. Довбенко Ганна Андріївна

#### III скликання
За результатами місцевих виборів 1998 року депутатами ради стали:
1. Хаба Марія Михайлівна
2. Галабурда Світлана Володимирівна
3. Клим Оксана Михайлівна
4. Крутій Марія Василівна
5. Замоський Ігор Іванович
6. Кушнір Ігор Михайлович
7. Грабець Михайло Васильович
8. Клапків Михайло Петрович
9. Довбенко Ярослава Іванівна
10. Ципалюк Михайло Васильович
11. Галушма Марія Панасівна
12. Гордій Ігор Михайлович
13. Ковків Михайло Васильович
14. Адамович Іван Васильович
15. Ляхович Ірина Василівна

#### II скликання
За результатами місцевих виборів 1994 року депутатами ради стали:
1. Хаба Марія Михайлівна
2. Кучер Михайло Петрович
3. Замоський Ігор Іванович
4. Кузь Богдан Васильович
5. Грабець Михайло Васильович
6. Добенко Ярослава Іванівна
7. Довгань Степан Петрович
8. Галушка Марія Панасівна
9. Ковків Михайло Васильович
10. Довбенко Ганна Андріївна

#### I скликання
За результатами місцевих виборів 1990 року депутатами ради стали:
1. Кузь Богдан Васильович
2. Галушка Петро Павлович
3. Клим Мілинтина Володимирівна
4. Галушка Марія Михайлівна
5. Мединська Ольга Степанівна
6. Довбенко Ярослава Іванівна
7. Галушка Микола Степанович
8. Кучер Михайло Петрович
9. Скочеляс Марія Михайлівна
10. Невінський Володимир Миколайович
11. Довгань Степан Петрович
12. Ляхович Галина Степанівна
13. Галушка Ганна Григорівна
14. Патуляк Василь Михайлович
15. Козловський Степан Володимирович